# Serra de Mataplana
La Serra de Mataplana és una serra situada al municipis de Cava a la comarca de l'Alt Urgell i el de Montellà i Martinet a la comarca de la Cerdanya, amb una elevació màxima de 1.894 metres.